# Kurt Student
Kurt Arthur Benno Student (Birkholz, Schwiebus, Neumark, Brandenburg tartomány, 1890. május 12. – Lemgo, Észak-Rajna-Vesztfália, 1978.  július 1.) porosz-német repülőtiszt, a második világháborúban a Luftwaffe vezérezredese, és a Wehrmacht ejtőernyős fegyvernemének rangidős tábornoka. A Wehrmacht légideszant fegyvernemének felfejlesztője, több sikeres deszanthadművelet tervezője. Az elfoglalt Kréta parancsnokaként elkövetett háborús bűncselekményeiért 1946-ban elítélték.

## Élete

### Ifjúkora, katonai pályájának kezdete
Brandenburg tartomány (Mark Brandenburg) keleti, Neumark régiójából származott. Szülőhelye Birkholz település, akkor önálló község Schwiebus város közelében. Neumarkot 1945-ben teljes egészében Lengyelország szerezte meg. Birkholz ma Borów néven a Gmina Świebodzin névre átkeresztelt város része, a Lubusi vajdaságban.
Tizenegy évesen a potsdami kadettiskolába került, 1910-ben zászlósi (Fähnrich) rangban a porosz hadsereg 1. „Graf Yorck von Wartenburg” ezredéhez helyezték Kelet-Poroszországba. Innen rövidesen a Berlin-Johannisthalban frissen megnyílt katonai repülőtérre és pilótaiskolába küldték pilótakiképzésre, ahol 1913-ban megszerezte repülőgépvezetői jogosítványát.

### Az első világháborúban
Az első világháború kezdetén a Német Császári Légierő kötelékében felderítő és harci pilótának osztották be. 1916 októberétől a 9. repülőszázad (Jagdstaffel) parancsnoka lett. 1918 júniusában századossá léptették elő. Sikeres vadászpilóta volt, hat igazolt győzelmet ért el. Súlyos sérülését követő otthoni lábadozás közben érte meg a háború végét.

### A két világháború között

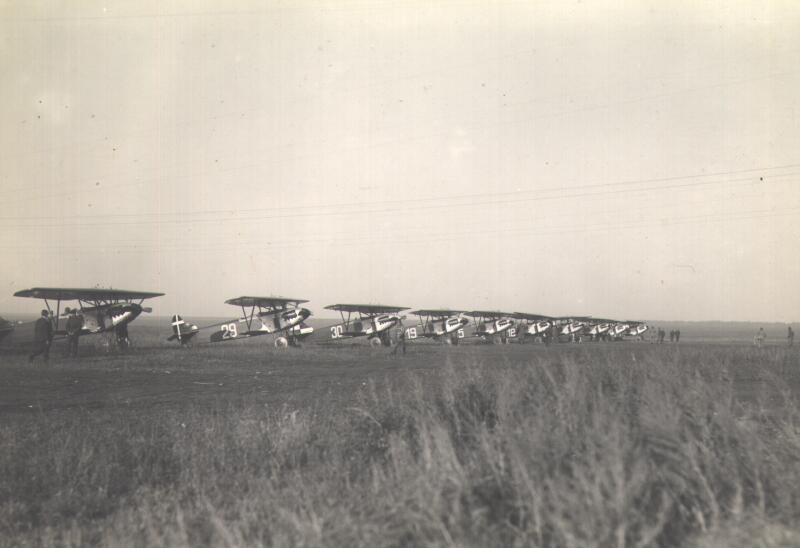
Német Fokker D.XIII gépek a lipecki légibázison

Az első világháború után a versailles-i békeszerződés megtiltotta a légierőfejlesztést, a Reichswehr egyáltalán nem birtokolhatott repülőgépeket. Az új légierő titokban folyó fejlesztésébe Student századost is bevonták. 1922–1928 között a harcirepülőgép-fejlesztés felügyelőségén dolgozott, amely a fegyverzetért és hadfelszerelésért felelős hivatal (Heereswaffenamt) keretében működött. Az 1922-es rapallói szovjet–német egyezmény alapján a német légierő tiltott fejlesztését a Szovjetunióban végezték. Student komoly szerepet játszott a Reichswehr szovjetunióbeli titkos pilótaiskoláinek és tesztállomásainak kiépítésében.
1933-ben áthelyezték az új Luftwafféhoz. Kezdetben a pilóták oktatásában dolgozott, de hamarosan kinevezték a jüterbogi repülőműszaki iskola parancsnokává. 1935-től ő lett a rechlini berepülő központ parancsnoka és az összes repülőgép-tesztelő műhely és laboratórium felügyelője. 1936-tól a repülőfegyverzeti iskola (Fliegerwaffenschule) felügyelője és az iskola parancsnokság törzsének főnöke. 1938 áprilisában vezérőrnaggyá léptették elő, és kinevezték 3. repülőhadosztály parancsnokává. Ugyanezen év júliusában megkezdte az új 7. repülőhadosztály megszervezését, amelyet össze kívántak vonni a Wehrmacht szintén szervezés alatt álló ejtőernyős csapategységével (Fallschirmtruppe). 1939 februárjától Student tábornok a Birodalmi Légügyi Minisztérium kötelékében mind az ejtőernyős, mind a légi úton szállított (légideszant) csapatok főfelügyelőjeként működött.

### A második világháborúban

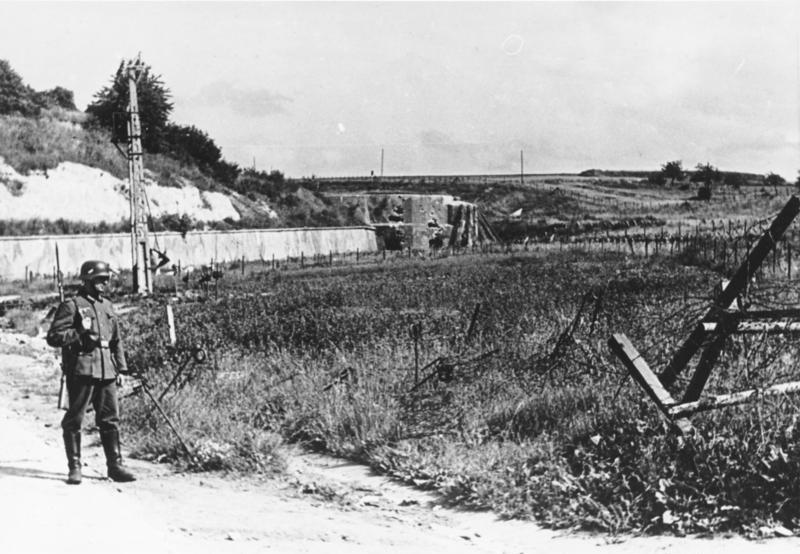
Az elfoglalt Ében-Émael-erőd

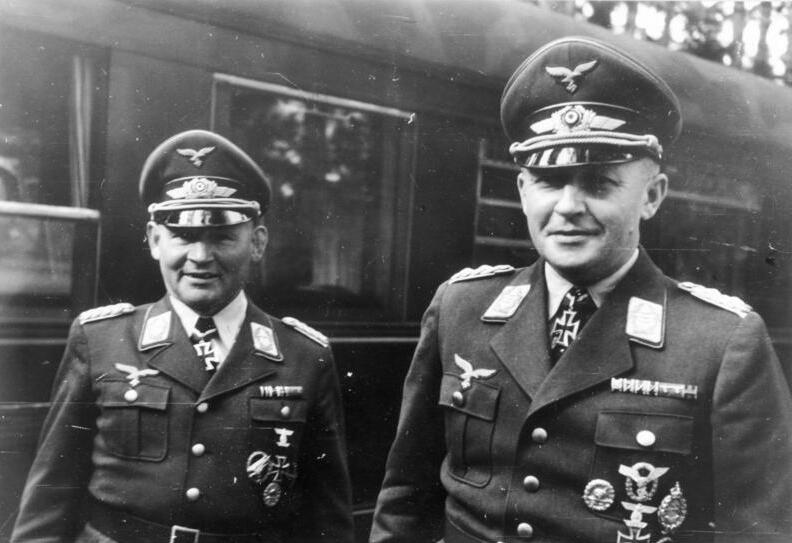
Hermann-Bernhard Ramcke ejtőernyős tábornok (b) és Kurt Student repülőtábornok (j) 1941-ben

#### 1940–1941
1940. január 1-jén altábornaggyá léptették elő. Május elejétől csapataival részt vett a nyugati hadjárat Belgium és Hollandia elleni műveleteiben. Egységeivel stratégiai fontosságú pontokat, így repülőtereket, hidakat, kulcserődöket foglalt el. Döntő fontosságú sikert ért el május 10-11-én, az Ében-Émael-határerőd elfoglalásával. Az innovatív eszközökkel végrehajtott sikeres akciókért már május 12-én kitüntették a Vaskereszt Lovagkeresztjével. Két héttel később repülőtábornokká (General der Flieger) léptették elő. – Ezt a rendfokozatot három évvel később, 1943. május 1-jével átnevezték az ejtőernyős csapattest tábornokává (General der Fallschirmtruppe). – Rotterdam megszállása során tévedés miatt SS-csapatok baráti tüzébe került, súlyos fejsérülést szenvedett, amelynek következményeit élete végéig viselte.
1940 végére az ejtőernyős csapattestet felfejlesztették, megalakult a XI. repülőhadtest (Fliegerkorps). Ennek vezénylő tábornokává Studentet nevezték ki 1941. január 1-jén. 1941 májusában ő volt a krétai ejtőernyős hadműveletet végrehajtó csapatok parancsnoka, majd a sziget elfoglalása után a krétai német helyőrség első, ideiglenes parancsnoka. A szigeten hátramaradt görög partizánokkal és a velük együttműködő civil lakossággal szemben elkövetett atrocitásokért 1945 után háborús bűnösként vonták felelősségre.

#### Kréta elfoglalása (1941 május–június)

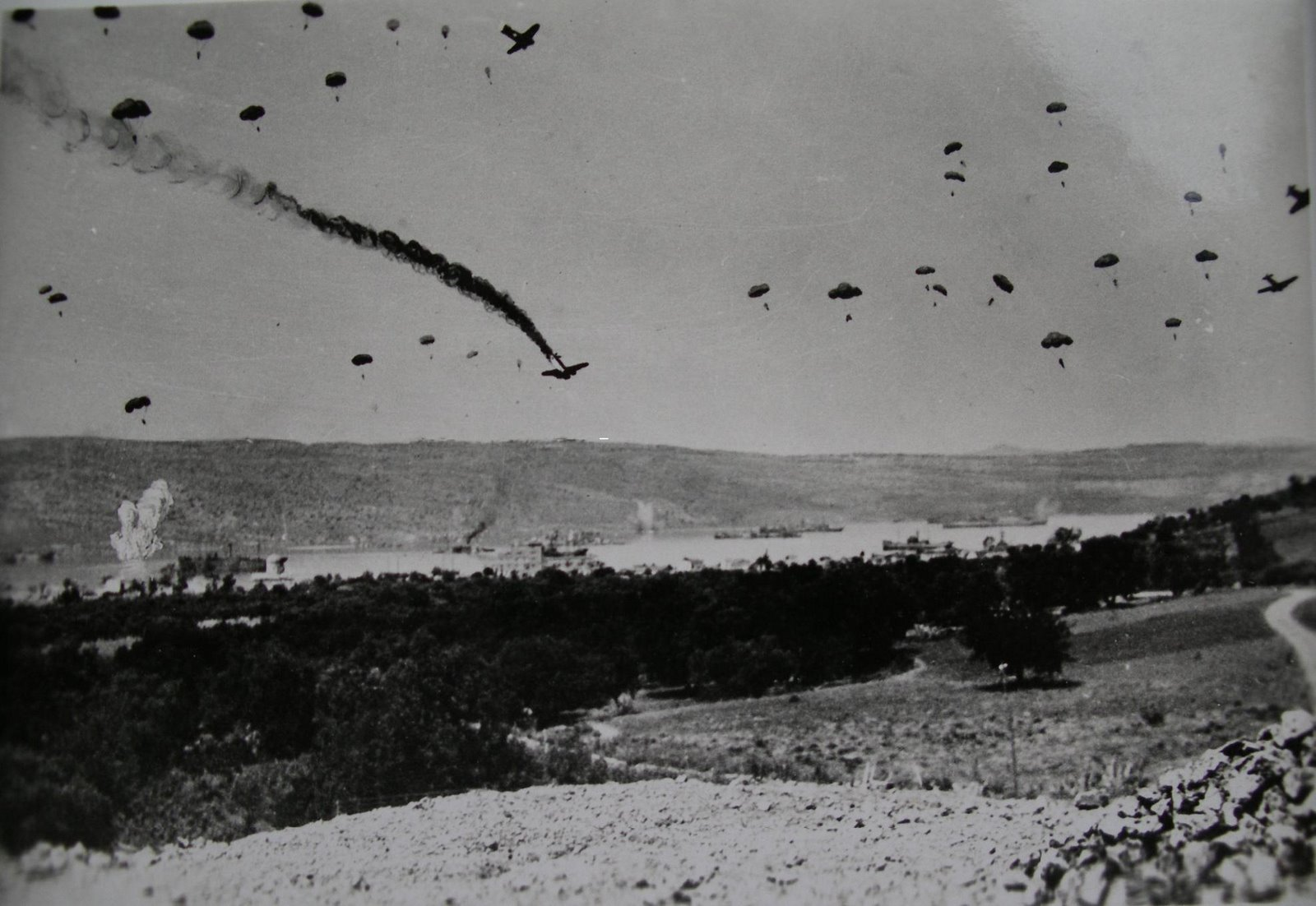
Német ejtőernyős támadás a Szoúda-öbölben

A Kréta szigetének elfoglalására 1940. május 20-án indított Merkur hadművelet operatív tervezését Student irányította. A sziget a németek számára fontos romániai olajmezőket támadó brit bombázók fő támaszpontja volt. Student terve szerint ejtőernyővel 10 000, vitorlázó repülőkkel 750 embert szállított le, ezek elfoglalták a legfontosabb repülőtereket. Őket követte 5000 főnyi erősítés – köztük Julius Ringel tábornok hegyivadász csapata – Junkers Ju 52-es repülőgépeken. A felderítés hiányosságai miatt azonban a vártnál erősebb védelem, 42 640 szövetséges katona, köztük 11 000 görög várta a német támadást. A német győzelmet csak a deszantosok rendkívüli veszteségei árán (és a brit hadvezetés téves döntései révén) sikerült kicsikarni. A szigeten hátrahagyott brit ügynökök és a civilekből összeállt görög partizáncsapatok a teljes lakosság támogatását élvezték, és súlyos veszteségeket okoztak a megszállóknak. Az elfogott német katonákat a partizánok kivégezték, agyonkínozták.

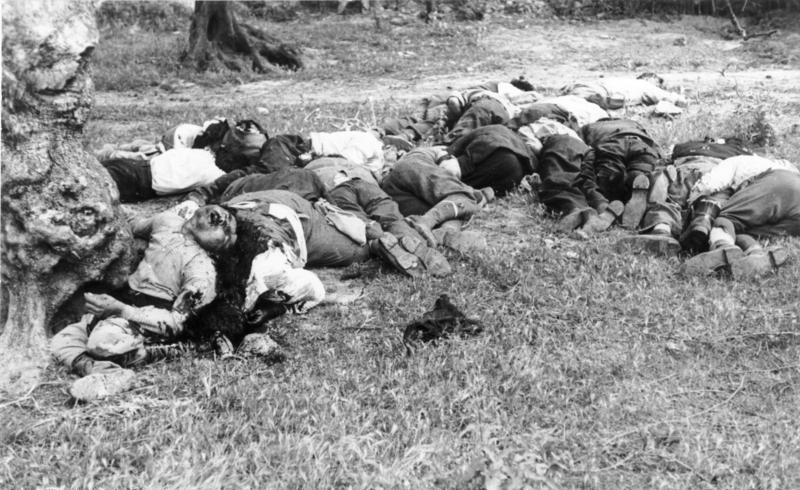
A kondomari mészárlás, 1941. június 2.

Student tábornok, a sziget ideiglenes parancsnoka. 1940. május 31-én kiadott utasításában a legkeményebb megtorlást rendelte el.  A parancs válogatás nélkül partizánnak minősített mindenkit, aki a német emberéletben vagy anyagban kárt okozott, továbbá minden civilt, aki „ezt támogatja vagy ennek gyanújára ad okot”. A parancs szerint a megtorlást „a kárt szenvedett katonai egység végezze, a lehető leggyorsabban és minden bírósági formalitás kizárásával”. A parancs megengedte a partizánok és az „együttműködéssel gyanúsítható” civilek agyonlövetését, de teljes települések férfilakosságának teljes kiirtásához és a település felégetéséhez a tábornok engedélyét kellett bekérni. E parancs szerint Kandánosz falut lerombolták, Kondomarí férfilakosságának nagyrészét önkényes szelekció alapján agyonlőtték. A kölcsönös erőszak gyorsan eszkalálódott, az ellenséggel való kegyetlen bánásmód olyan szintre süllyedt, amelyhez hasonlóra addig csak a szláv területeken volt példa.

#### További ejtőernyős műveletek 1941–1943
A krétai hadműveletben Student ejtőernyős csapatai rendkívül súlyos, és csak lassan pótolható vérveszteséget szenvedtek, ezért Hitler megtiltotta a további nagyarányú ejtőernyős bevetéseket. Emiatt 1941-ben elmaradtak a ciprusi és közel-keleti brit állások ellen tervezett hasonló rajtaütések. Az ejtőernyősöket ehelyett 1941–42 telén a keleti fronton vetették be, ahol a Wehrmacht az első szovjet ellencsapásokat szenvedte el. Később rájöttek, hogy mekkora hiba a magasan képzett, nagy harcértékű, nehezen pótolható deszantosokat a front réseinek betömésére „pazarolni”, ezért később a földi személyzet egy részéből megszervezték a légierő tábori hadosztályát (Luftwaffen-Felddivision).
Student tábornok repülőhadteste Kesselring tábornagy 2. légiflottájának tartalékába került. A Földközi-tenger térségében állomásozott, és a repülő- és ejtőernyős állomány fejlesztésén dolgozott. 1942ben Málta ostroma során Studentet megbízták a német–olasz Herkules hadművelet tervezésével, a sziget erődjeinek rajtaütésszerű elfoglalására. (A művelet olasz kódneve „C3” volt). A hadműveletet azonban Hitler (valószínűleg megalapozott) aggályai miatt lefújták, az e célra kiképzett csapatokat az észak-afrikai hadjáratban Erwin Rommel német–olasz Afrika Páncéloshadseregéhez osztották be erősítésként.
1943 közepén, amikor a szövetségesek a szicíliai partraszállással megindították az olaszországi hadjáratot, Student ejtőernyőseit ismét csak elégtelen erejű szárazföldi csapatok támogatására vetették be. 1943 szeptemberében, az olasz kiugrás esetére kidolgozott Achse hadműveletben vettek részt, így Észak-Olaszország megszállásában, Róma elfoglalásában és a külföldi Badoglio-párti olasz helyőrségek megsemmisítésében. Az ejtőernyősök nevezetes haditette volt a Mussolini kiszabadítására indított kommandóakció.

#### Mussolini kiszabadítása (1943)

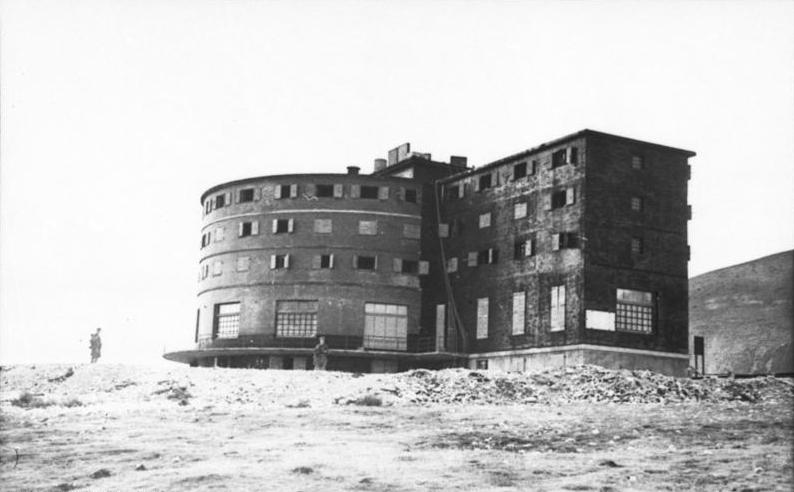
A Campo Imperatore szálloda a Gran Sassón (1943-as fénykép

Student tábornok már Mussolini megbuktatásának és letartóztatásának másnapján, 1943. július 25-én parancsot kapott Hitlertől, hogy tervezze meg a Duce kiszabadítását. A művelet a „Tölgyfa” kódnevet kapta (Unternehmen Eiche). Student ejtőernyős kommandóakciót tervezett. Végrehajtásra az ejtőernyős kiképzőzászlóaljat jelölték ki, a csapat parancsnoka (Hitler külön engedélyével) Otto Skorzeny SS-Hauptsturmführer lett. Az akciót 1943. szeptember 12-én hajtották végre, miután a német felderítés azonosította Mussolini őrizetének helyét az Abruzzókban, a Gran Sassó-i Campo Imperatore hegyi szállodában. Az ejtőernyősök rajtaütöttek az őrségen, kiszabadították Mussolinit, aki szeptember 14-én Skorzeny kíséretében meg is érkezett Hitler rastenburgi főhadiszállására.

#### 1944–1945
Hermann Göring, a légi haderőnem főnöke még 1943 novemberében megbízta Student tábornokot, állítson fel egy ejtőernyős hadtestet. 1944 márciusában kinevezték ennek az új 1. ejtőernyős hadseregnek (Fallschirmarmee) parancsnokságával. Július 13-án vezérezredessé léptették elő, majd novemberben a nyugati fronton működő „H” hadseregcsoport (Heeresgruppe) főparancsnokává nevezték ki. Egységei szeptemberben részt vettek Market-Garden hadműveletet meghiúsító harcokban. Parancsnoki megbízását Hitler 1945. január végén visszavonta, és Studentet ismét az 1. ejtőernyős hadsereg élére helyezte. E tisztséget 1945. április 28-ig viselte, ekkor a keleti fronton működő  Visztula Hadseregcsoport (Heeresgruppe Weichsel) élére helyezték, a Wehrmacht főparancsnoksággal nézeteltérésbe került és elmozdított Gotthard Heinrici vezérezredes helyére. Studentnek azonban már nem sikerült megfékeznie a megtizedelt sereg bomlását. Május 2-án tisztjeivel együtt gyalogosan indult nyugatnak, Schleswig-Holsteinben várta be a háború végét.

### Élete a világháború után
1945. május 28-án Student tábornokot a megszálló hatóságok letartóztatták. 1946. május 10-én a lüneburgi brit hadbíróság a Krétán elkövetett háborús bűncselekményei miatt öt év börtönbüntetésre ítélte. (Az ítéletet a tanács vezetője, Galloway brit hadbíró tábornok nem ellenjegyezte, mert Student tevékenységét úgymond „kifogástalannak” tartotta). Az 1946-os nürnbergi perek során egy külön perben tárgyalták a dél-keleti (balkáni) fronton szolgáló német tábornokok ügyeit, de Student ellen nem emeltek vádat. 1947 őszén Görögország kormánya kérelmet nyújtott be Student kiadatására, de ezt – a fogoly egészségi állapotára hivatkozva – elutasították. 1948-ban ügyvédeinek sikeres fellebbezése nyomán szabadon bocsátották.
Az 1950-es években a német katonai hagyományokat őrző mozgalmak aktív szereplője lett. Életre hívta a Német Ejtőernyősök Szövetségét (Bund Deutscher Fallschirmjäger), melynek 1952–1954 között elnöke is volt. A felső-bajorországi Altenstadtban a Wehrmacht egykori tagjai minden év május 20-án megtartották a Kréta-emléknapot, Studentet ide mindig meghívták, mint díszvendéget.
1968-ban, Hermann-Bernhard Ramcke ejtőernyős tábornoknak, Student alárendeltjének és harcostársának temetésén, ahol egy kirendelt Bundeswehr-szakasz állt fegyveres díszőrséget, Student búcsúbeszédet mondott. Az eset éles sajtópolémiát váltott ki, mert korábban Ramckét is elítélték háborús bűncselekményekért.
Student tábornok 88 éves korában, 1978. július 1-jén hunyt el az észak-rajna-vesztfáliai Lemgo városban.

## Főbb kitüntetései
- 1914: Poroszország harcipilóta-emlékjele (Militär-Flugzeugführer-Abzeichen)
- 1914, 1915 : Vaskereszt II. és I. osztály[12]
- 1915: a szász királyi Albrecht-rend(wd) lovagkeresztje, II. osztály, kardokkal[12]
- 1916: a Hohenzollern Királyi Ház érdemrendje (Königlicher Hausorden von Hohenzollern), a kardokkal[12]
- 1918: Sebesültek Emlékjele(wd), fekete fokozat[12]
- 1919: a Reichsheer harcipilóta-emlékjele[12]
- 1935: a Wehrmacht repülőgépvezető-emlékjele
- 1935–1943: a Wehrmacht Szolgálati kitüntetése (Dienstauszeichnung), IV.-től I.-ig osztályok
- 1939: 1938. október 1-je emlékérem, 1939-es Prágai Vár csattal
- 1939: Vaskereszt csattal, II. és I. osztály
- 1939–1943: Vaskereszt Lovagkeresztje (1940), tölgyfalombok (1943)[13][14]
- 1940: Repülőgépvezető és Megfigyelő emlékjel
- 1939: Sebesültek Emlékjele(wd), ezüst fokozat.

## Személyének későbbi átértékelése
1998 őszén Volker Rühe (CDU), a német szövetségi kormány védelmi minisztere a választási kampány finisében úgy döntött, Student tábornok emlékezetét hagyományőrzésre méltatlannak (traditionsunwürdig) nyilvánítja. 1998. október 16-án a felső-bajorországi Altenstadt egyik katonai laktanyájában több, addig Wehrmacht-tisztekről elnevezett utcát, köztük a Generaloberst-Student-Straßé-t is átneveztek más, aktuálisan elfogadott személyek nevére. Ugyanitt a Student vezérezredes nevét viselő nagytermet „tornateremmé” nevezték át. Október 26-án a Kohl-kormány megbukott, az új Schröder-kormány védelmi minisztere, Rudolf Scharping (SPD) helybenhagyta elődje intézkedését.
2010-ben Günter Roth dandártábornok, a Bundeswehr Hadtörténeti Kutatóintézetének korábbi vezetője közzétett egy monográfiát a német ejtőernyős csapatokról és parancsnokukról, Kurt Studentről. Rainer F. Schmidt német történész Roth könyvéről írt recenziójában így ítélte meg: „Student mindenkor kész volt a legvégsőkig elmenni, alárendeltjeit a »végső győzelemért« feláldozni, tekintet nélkül a háború felismert kilátástalanságára, mindenfajta felelősségérzet és erkölcsi éthosz nélkül”.

## Kapcsolódó irodalom
- Generaloberst Kurt Arthur Benno Student (életrajz és katonai pályaadatok) (angol nyelven). specialcamp11.co.uk. (Hozzáférés: 2020. szeptember 2.)
- Gerhard Schreiber. Der Zweite Weltkrieg (német nyelven). München: Verlag C. H. Beck (2002). ISBN 3406447643
- Karl-Heinz Golla. Die deutsche Fallschirmtruppe 1936-1941: Ihr Aufbau und ihr Einsatz in den ersten Feldzügen der Wehrmacht (német nyelven). Hamburg: Verlag E.S. Mittler & Sohn (2006). ISBN 978-3813206845